# 溪湖鎮
23°57′34″N 120°28′48″E / 23.959548°N 120.480087°E
溪湖鎮位於臺灣彰化縣幾何中心處，彰化平原中心位置:51，為濁水溪沖積平原的一部分。北毗埔鹽鄉，西臨二林鎮，東鄰埔心鄉，南接永靖、田尾、埤頭三鄉:51。全鎮人口約有5.3萬人，是彰化縣的人口第五大鄉鎮:52。
由於地處鹿港、彰化、二林、員林、西螺等地之間往來的重要交會點，清代末葉以來溪湖便為農產品交易中心:56。日治時期因有糖廠的設立，促進溪湖鎮的開發，戰後隨著大量數種蔬果的栽培，以及數條公路的設立，交通較為便利，是彰化縣重要的蔬果專區。韭菜花為溪湖鎮最負盛名的蔬果，其他地方特產尚有羊肉爐、巨峰葡萄等。

## 歷史
溪湖鎮的地名由來，係因早期舊濁水溪河道頻繁變更，在當地留下許多沙崙與沼澤，景象如同溪畔有許多湖泊，故名。
1661年，鄭成功率軍入臺，設一府二縣，溪湖屬天興縣:38:241。1664年，鄭經改東都為東寧，並將天興、萬年二縣升格為州:241。1683年，施琅率軍攻臺，鄭克塽降清:38。1684年將臺灣納入清朝版圖，設一府三縣，溪湖屬諸羅縣:38:172。朱一貴事件後，至1723年起，劃大甲溪以南、虎尾溪以北為彰化縣，溪湖屬彰化縣:38，一部分屬二林上保，一部分屬武西保，一部分則屬馬芝堡:142。
1895年4月，清廷與日本簽訂《馬關條約》，將臺灣割讓日本:212。6月，臺灣分三縣一廳，溪湖屬臺灣縣，同時日本人在溪湖設立保良局:39。7月，施行軍政，臺灣縣改為臺灣民政支部，屬臺灣民政支部彰化出張所。1896年3月恢復民政，臺灣民政支部改為臺中縣，屬臺中縣鹿港支廳。1897年，改為六縣三廳，屬臺中縣鹿港辦務署:212。1901年10月11日，臺灣分二十廳，溪湖屬彰化廳溪湖支廳:39，一部分屬二林上堡，一部分屬武西堡，一部分則屬馬芝堡。1909年10月，改為十二廳，屬臺中廳，一部分屬鹿港支廳溪湖區，一部分則屬員林支廳:40。1920年，臺灣分五州二廳，州廳下設郡市、街庄，溪湖屬臺中州員林郡:41。溪湖庄分為三塊厝、四塊厝、崙子腳、阿媽厝、頂寮、大突、溪湖、汴頭、田中央、西勢厝等10個大字。1938年，溪湖庄改制為「溪湖街」:42:225。
1945年中華民國接管臺灣，將日治時期的五州、三廳、十一州轄市改為八縣、九省轄市、二縣轄市，溪湖街改為「溪湖鎮」，屬臺中縣員林區:19。1947年2月28日，臺灣爆發二二八事件:228。3月2日，時任湖東國校（今湖東國小）教師葉世傳組團襲擊溪湖糖廠:231。之後當時在新水國校（今埔鹽鄉新水國小）服務的林才壽與時任臺中縣參議員陳萬福等人組成「青年自衛隊」，作為維護溪湖鎮秩序的單位:231－232。至3月11日起，政府機關恢復活動，林才壽被治安機關通緝:232。3月12日，義警等單位隊員命令林才壽返還空軍卡車，在3月14日返還空軍卡車後，溪湖地區紛爭漸已平息:231。1950年10月調整行政區域，全臺劃分為十六縣、五省轄市、一管理局，將彰化市與彰化、員林、北斗三區合併為彰化縣，與臺中縣分治，並裁撤區署，溪湖鎮改隸彰化縣。

## 地理

### 地形
溪湖鎮位於彰化縣幾何中心，彰化平原中心位置，北毗埔鹽鄉，西臨二林鎮，東鄰埔心鄉，南接永靖、田尾、埤頭三鄉:51。行政區域東西寬約6公里，南北長約6.71公里，面積約有32.0592平方公里:52。全境為濁水溪沖積扇的一部分，地質多為沖積土與沙質土，係由舊濁水溪（麥嶼厝溪）與濁水溪沖積而成，整體地勢低平，海拔高度介於10至20公尺之間，整體呈現東南向西北緩降:63－64。

### 水文
溪湖鎮東北隅有員林大排流經，西南邊則有舊濁水溪流過。舊濁水溪是濁水溪流出八卦台地鼻仔頭隘口後形成的分流之一，主流長約34.29公里，流域面積約為18.05平方公里，向西北流經二水、北斗、埤頭等地後，沿溪湖、二林兩鎮交界一帶北上，最後於福興鄉福寶村出海:77。排水溝渠主要分為北側的員林大排系統與南半部的舊濁水溪排水系統，分為五甲圳、打簾埤圳、北勢尾排水、西勢厝排水、芎蕉排水、員林大排、溪湖埔鹽幹線排水路、海豐排水、頂寮圳、溪湖四塊厝排水幹線、溪湖幹線排水溝等排水溝渠:82。

### 氣候
溪湖鎮的氣候屬副熱帶季風氣候，其特徵為夏溫暖、冬涼爽，整體氣候溫和濕潤:69。年均溫約在攝氏22.5至23.5度之間，月均溫最高為7月的28.9度，最低為1月的16.8度。年降雨量約為1,441.2毫米，各月雨量最多為6月的276.9毫米，最少為11月的13.1毫米:70。

### 人口
根據彰化縣溪湖戶政事務所統計，2024年底溪湖鎮戶數計有17,853戶，人口計有53,385人，鎮內人口最多與最少的里分別是湖東里與光華里，2024年底兩里人口分別為5,718人與469人。在2010年4月底內政部戶政司的資料統計中，溪湖鎮的前四大姓氏分別是楊、陳、黃、巫，其中楊、陳兩姓氏的總人口數約佔全鎮近四成的人口數:489。與彰化縣多數鄉鎮相同，溪湖鎮的人口持續外流，2019年底溪湖鎮尚有55,185人，2024年底時已下滑至53,385人。在2024年底時，溪湖鎮的人口約有14.04%為0至14歲的幼年人口，68.22%為15至64歲的青壯年人口，17.74%為65歲以上的老年人口，老化指數約為126.33%，為彰化縣幼年人口佔比最高的鄉鎮，是彰化縣人口老化程度較低的地區。

## 政治

### 歷任首長
| 屆次 | 姓名   | 黨籍       | 任期                           | 備註     |
| 1    | 楊長發 |            | 1951年7月1日－1953年6月30日    |          |
| 2    | 楊長發 |            | 1953年7月1日－1956年6月30日    |          |
| 3    | 楊滄浪 |            | 1956年7月1日－1960年1月15日    |          |
| 4    | 楊連基 |            | 1960年1月16日－1964年2月28日   |          |
| 5    | 楊滄浪 |            | 1964年3月1日－1968年2月28日    |          |
| 6    | 楊滄浪 |            | 1968年3月1日－1973年3月31日    |          |
| 7    | 楊宗華 |            | 1973年4月1日－1976年10月31日   | 因故辭職 |
| 7    | 賴嘉勇 |            | 1976年11月1日－1977年12月29日  | 代理     |
| 8    | 楊宗喜 |            | 1977年12月30日－1982年2月28日  |          |
| 9    | 黃金地 |            | 1982年3月1日－1986年2月28日    |          |
| 10   | 陳錦源 |            | 1986年3月1日－1990年2月28日    |          |
| 11   | 黃金地 |            | 1990年3月1日－1994年2月28日    |          |
| 12   | 楊宗華 | 中國國民黨 | 1994年3月1日－1998年2月28日    |          |
| 13   | 楊宗哲 | 無黨籍     | 1998年3月1日－2002年2月28日    |          |
| 14   | 楊宗哲 | 無黨籍     | 2002年3月1日－2003年8月2日     | 因案停職 |
| 14   | 周清標 |            | 2003年8月3日－2005年12月31日   | 代理     |
| 14   | 梁中原 |            | 2006年1月1日－2006年2月28日    | 代理     |
| 15   | 陳文漢 | 中國國民黨 | 2006年3月1日－2010年12月24日   |          |
| 16   | 陳文漢 | 中國國民黨 | 2010年12月25日－2014年12月24日 |          |
| 17   | 楊福建 | 民主進步黨 | 2014年12月25日－2018年12月24日 |          |
| 18   | 黃瑞珠 | 中國國民黨 | 2018年12月25日－2022年12月24日 |          |
| 19   | 何炳樺 | 無黨籍     | 2022年12月25日－               | 現任     |

### 鎮政組織

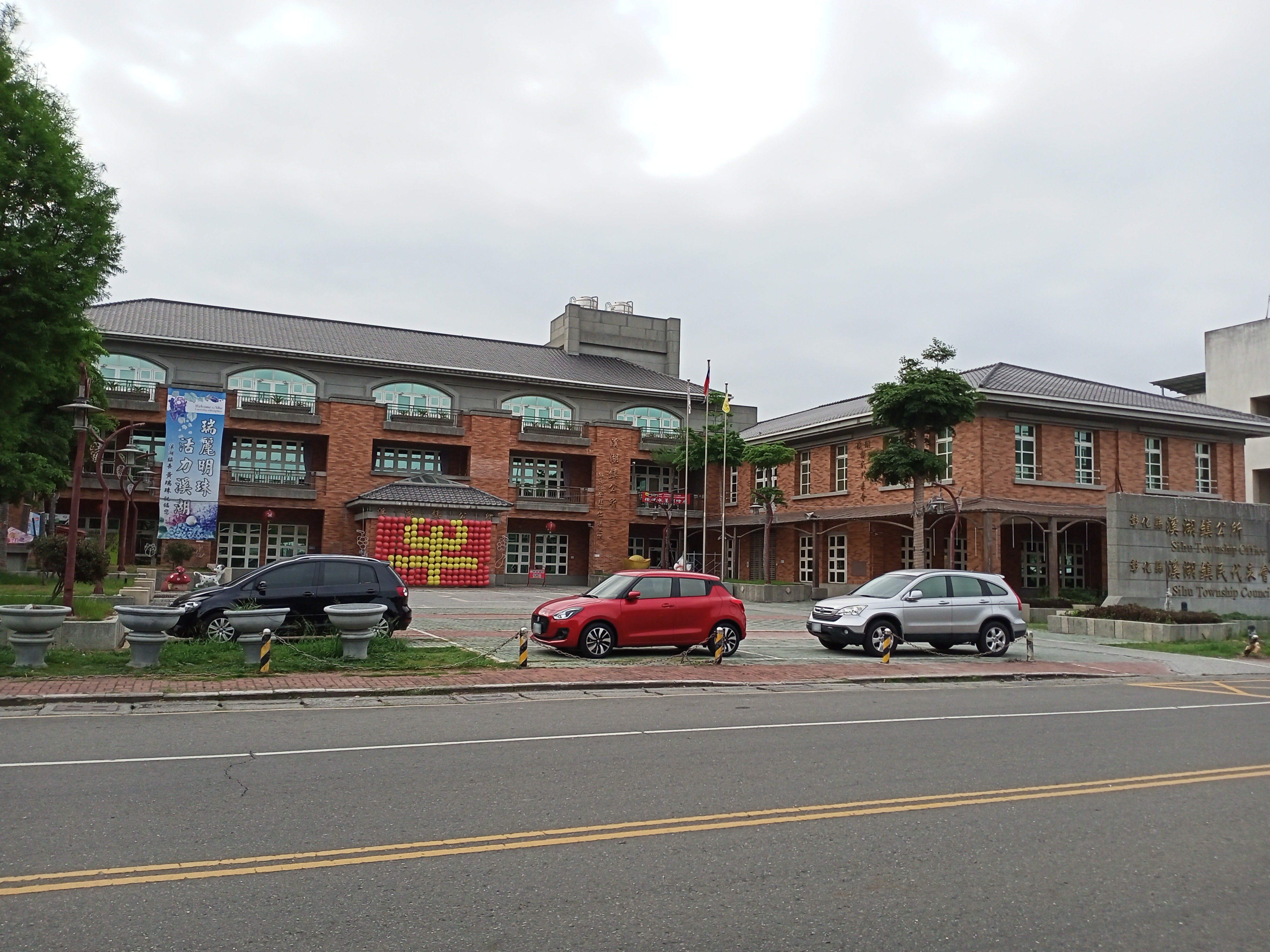
溪湖鎮行政聯合服務辦公大樓

溪湖鎮公所是溪湖鎮最高層級的地方行政機關，在中華民國政府架構中為鎮自治的行政機關，同時負責執行縣政府及中央機關委辦事項，溪湖鎮的自治監督機關為彰化縣政府。鎮長由全體鎮民直接選舉產生，任期為四年，可連選連任一次。溪湖鎮公所並置鎮政會議，為鎮政最高決策機構，在鎮長之下，設有5課4室等9個內部單位及4個附屬機關。
溪湖鎮民代表會是溪湖鎮的最高民意機關，代表溪湖鎮全體鎮民立法和監察鎮政。鎮民代表由公民直選選出，任期為四年，可連選連任。溪湖鎮民代表會共有12位鎮民代表，分別為第一選區4席鎮民代表、第二選區5席鎮民代表、第三選區3席鎮民代表，主席、副主席由12位鎮民代表互選產生。

### 行政區
現今溪湖鎮行政範圍的確立，來自於1920年，日本將臺灣十二廳改為五州二廳，設溪湖庄屬臺中州員林郡:245。溪湖庄轄三塊厝、四塊厝、崙子腳、阿媽厝、頂寮、大突、溪湖、汴頭、田中央、西勢厝等10個大字。1937年溪湖庄改制為「溪湖街」:247。1946年1月，改為「溪湖鎮」，屬臺中縣員林區:248。1950年10月，調整行政區域，溪湖鎮改隸新成立的彰化縣:249。
溪湖鎮共轄25個里，其行政區域分布情形為：
| 次分區 | 里名   | 里名   | 里名   | 里名   | 里名   | 里名   | 里名   | 里名   | 里名   |
| ------ | ------ | ------ | ------ | ------ | ------ | ------ | ------ | ------ | ------ |
| 媽厝區 | 頂     | 忠覺里 | 番婆里 | 西勢里 | 媽厝里 | 湳底里 | 大庭里 |        |        |
| 溪湖區 | 東寮里 | 太平里 | 大突里 | 田中里 | 河東里 | 湖西里 | 大竹里 | 湖東里 | 西溪里 |
| 溪湖區 | 東溪里 | 中山里 | 中竹里 | 光平里 | 光華里 | 西寮里 | 北勢里 | 汴頭里 | 平和里 |

## 經濟

### 農業
溪湖鎮地處濁水溪沖積平原，地形向西緩降，沖積物多為板岩風化物，坋粒含量較高，其堆積生成之土壤帶灰黑色，呈微鹼性至中鹼性。年均溫變化不大，雨量集中於6月至8月。清領時期以來歷經土地與水圳的開發，水路分布均勻，灌溉便利，適合農耕。自日治時期起，以稻米、蔗糖、蔬菜栽種為主，至戰後時期仍延續農業耕作，產量逐漸增加。溪湖果菜市場於1954年成立，並因地利之便，促進溪湖鎮與附近一帶鄉鎮農業人口投入蔬菜生產，成為臺灣蔬菜的集散中心之一:349。1974年後隨著工商業的發展，農業人口逐年下降，農耕技術的改進，使其轉為精緻農業生態發展:350。主要作物以原料甘蔗與水稻為大宗:359，蔬菜種植主要有蘿蔔、甘藍、荷蘭豆、大芥菜、白菜、蕃茄、胡蘿蔔、韭菜、蔥、洋蔥等:364，園藝作物以香蕉、椪柑、芭樂、葡萄為主:373，一般作物以甘藷、小麥、大豆、玉蜀黍等為多數，並以甘藷為最大宗:378。原有種植的特用作物有落花生、芝麻、黃麻、菜子等，已於1980年代後停止生產:382－384。

### 工業
溪湖鎮的工業主要以金屬製品製造業、運輸工具製造修配業、機器設備製造修配業及食品製造業為最大宗。戰後初期工業主要為製糖業、碾米業:433，同時原有的羽毛收購業者轉為投入羽毛加工產業:443，1950年代開始引進自行車零件加工業:441，至1960年代起配合政府轉採出口導向政策，金屬製造業、塑膠製造業及食品製造業等三項產業逐漸興起:433，1990年代以後由於勞工短缺與氣候等因素，羽毛製造業逐漸衰退，但在臺灣仍是羽毛加工業較為密集的地區:446。

### 商業
戰後初期，溪湖鎮的商業以公有零售市場為主。1960年代後隨著道路拓寬工程的推動，促進了溪湖鎮的商業發展。至1980年代起配合西環路與東環路的開通，大量商業與金融業店家進駐，使得溪湖鎮的商業轉向西環路與東環路發展。1990年代以後，大型量販店、五金大賣場、生鮮超市、精品百貨等陸續設立營業，至2000年代起開始有24小時的賣場的成立:455。

### 購物中心
連鎖店
| 店家名稱                          | 營業時間    | 服務地址             | 備註       |
| --------------------------------- | ----------- | -------------------- | ---------- |
| NET （彰化溪湖店）                | 11:00~22:00 | 西環路389號          |            |
| 麥當勞 （溪湖門市）               | 05:00~03:00 | 員鹿路二段430號      | 附設得來速 |
| 築間幸福鍋物 （溪湖太平店）       | 11:00~01:30 | 太平街207號          |            |
| 爭鮮迴轉壽司 （彰化溪湖店）       | 11:00~21:30 | 興學街37號           | 附設停車場 |
| 全方位食品五金百貨 （溪湖概念店） | 08:00~22:30 | 福安路89號           | 附設停車場 |
| 大盤大百貨大賣場（溪湖店）        | 08:00~22:30 | 東環路503號          | 附設停車場 |
| 星巴克（溪湖門市）                | 06:30~21:30 | 東環路515號          | 附設停車場 |
| 全國電子（溪湖東環門市）          | 11:00~22:00 | 東環路281號          | 附設停車場 |
| 達美樂披薩（溪湖員鹿店）          | 11:00~21:00 | 員鹿路三段75號       |            |
| 台灣楓康超市（溪湖店）            | 24H         | 員鹿路三段35號       | 附設停車場 |
| 成功牛排（溪湖店）                | 11:00~21:00 | 員鹿路三段35號       | 附設停車場 |
| 全國超市（溪湖店）                | 07:10~20:00 | 西環路150號          | 附設停車場 |
| 眾喜生鮮超市（溪湖店）            | 08:00~22:00 | 西環路407號          | 附設停車場 |
| 一畝石鍋（溪湖店）                | 11:00~23:00 | 西環路53號           |            |
| 五鮮級鍋物專賣（彰化溪湖店）      | 11:00~02:00 | 彰水路三段170號      |            |
| 必勝客（彰化溪湖店）              | 11:00~21:00 | 彰水路三段173號      |            |
| 屈臣氏（溪湖門市）                | 09:30~23:00 | 彰水路三段298號      |            |
| 寶雅（溪湖門市）                  | 10:00~22:00 | 東環路312號          | 附設停車場 |
| 康是美藥妝店（溪湖門市）          | 09:00~22:00 | 西環路365號          |            |
| 丁丁連鎖藥局（溪湖店）            | 09:00~22:45 | 員鹿路二段431號      | 附設停車場 |
| 大樹連鎖藥局（溪湖東環店）        | 09:00~22:00 | 東環路268號          | 附設停車場 |
| 大樹連鎖藥局（溪湖彰水店）        | 09:00~22:00 | 彰水路三段279號      |            |
| NU PASTA（彰化溪湖店）            | 11:00~21:00 | 環中街106號          |            |
| 85度C（溪湖平和店）               | 07:00~22:00 | 平和街153號          |            |
| 全聯福利中心（溪湖平和店）        | 08:00~22:00 | 平和街184號          |            |
| 全聯福利中心（溪湖大發店）        | 08:00~22:00 | 大發路56號           | 附設停車場 |
| 大同3C（溪湖門市）                | 10:00~22:00 | 彰水路三段409、411號 |            |
| 四季百貨（彰化溪湖店）            | 10:00~22:00 | 西環路398號          | 附設停車場 |
| 路易莎咖啡（彰化巫家門市）        | 09:00~19:00 | 彰水路四段439巷151號 | 附設停車場 |
| 盅龐水產（台灣溪湖觀光市場）      | 08:00~21:30 | 彰水路四段399號      | 附設停車場 |
| 燦坤3C（溪湖店）                  | 10:00~21:30 | 彰水路二段839號      |            |
| 順發3C（溪湖店）                  | 11:00~21:30 | 平和街219號          |            |
| 傑昇通信（溪湖彰水店）            | 11:30~21:00 | 彰水路三段252號      |            |
| 璟承柚木                          | 10:00~19:30 | 彰水路四段518號      |            |

### 金融業

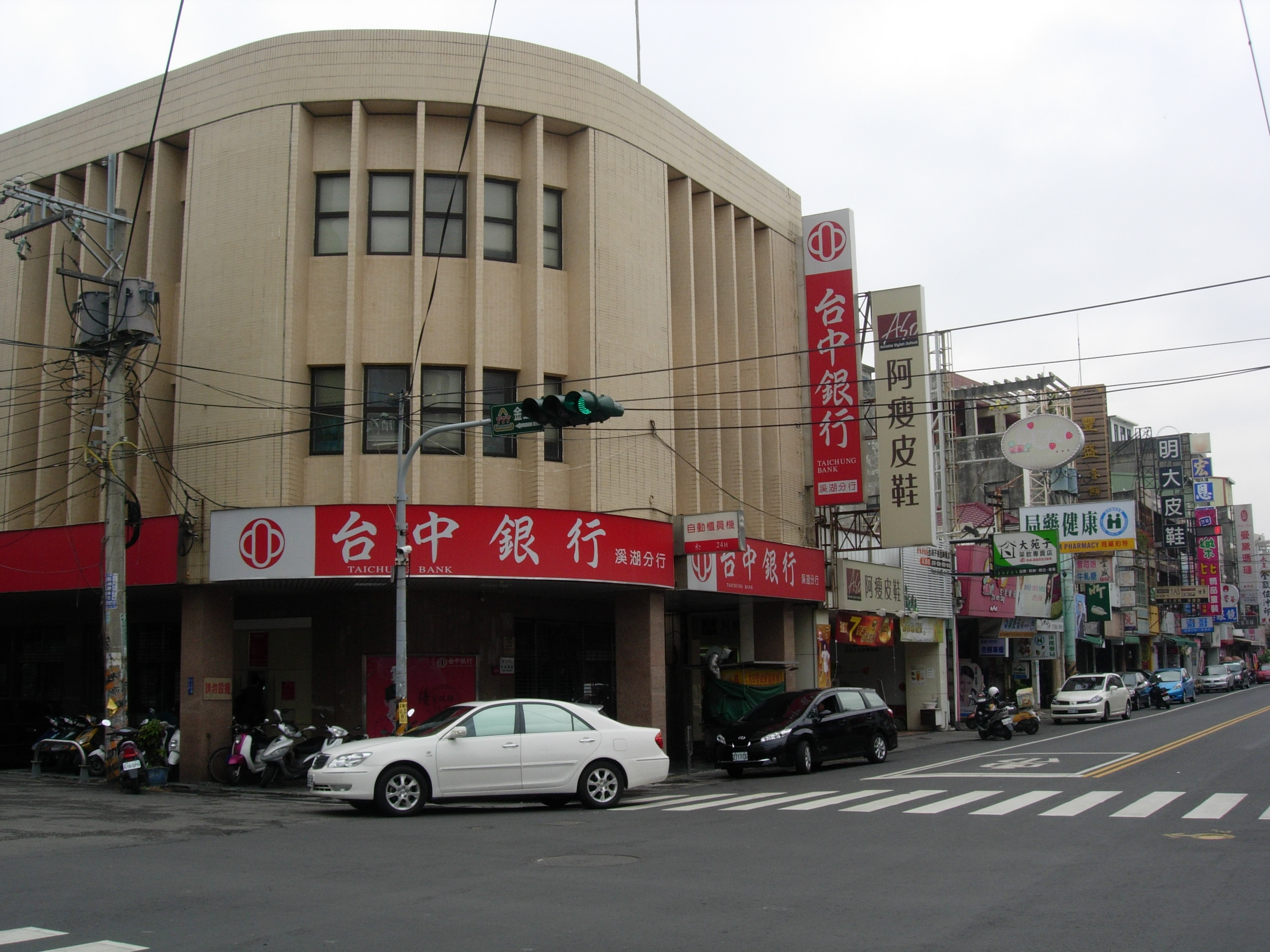
台中銀行溪湖分行

溪湖鎮的金融業除了原有的溪湖鎮農會、溪湖郵局以外，戰後隨著人口的增加與果菜市場的成立，開始有大量金融業前來進駐:459。其金融機構分為溪湖郵局、湖西郵局、溪湖鎮農會信用部、台中銀行溪湖分行、彰化十信溪湖分社、彰化銀行溪湖分行、合作金庫溪湖分行、華南銀行溪湖分行、第一銀行溪湖分行、鹿港信用合作社溪湖分社、新光銀行溪湖分行等:460－461。
溪湖鎮農會創立於1918年3月:391、458，名有限責任溪湖信用組合:391。1925年5月7日，改為有限責任溪湖信用購買販賣利用組合:391－392。期間經歷過保證責任溪湖信用購買販賣利用組合、溪湖街農業會、溪湖農會、溪湖鎮合作社:392－393。1949年11月15日，溪湖農會與溪湖鎮合作社合併為溪湖鎮農會:393。在代表會、理事會、監事會、總幹事及秘書之下，設有保險、推廣、信用、供銷、會計、會務等6個部門。

## 文化

### 宗教

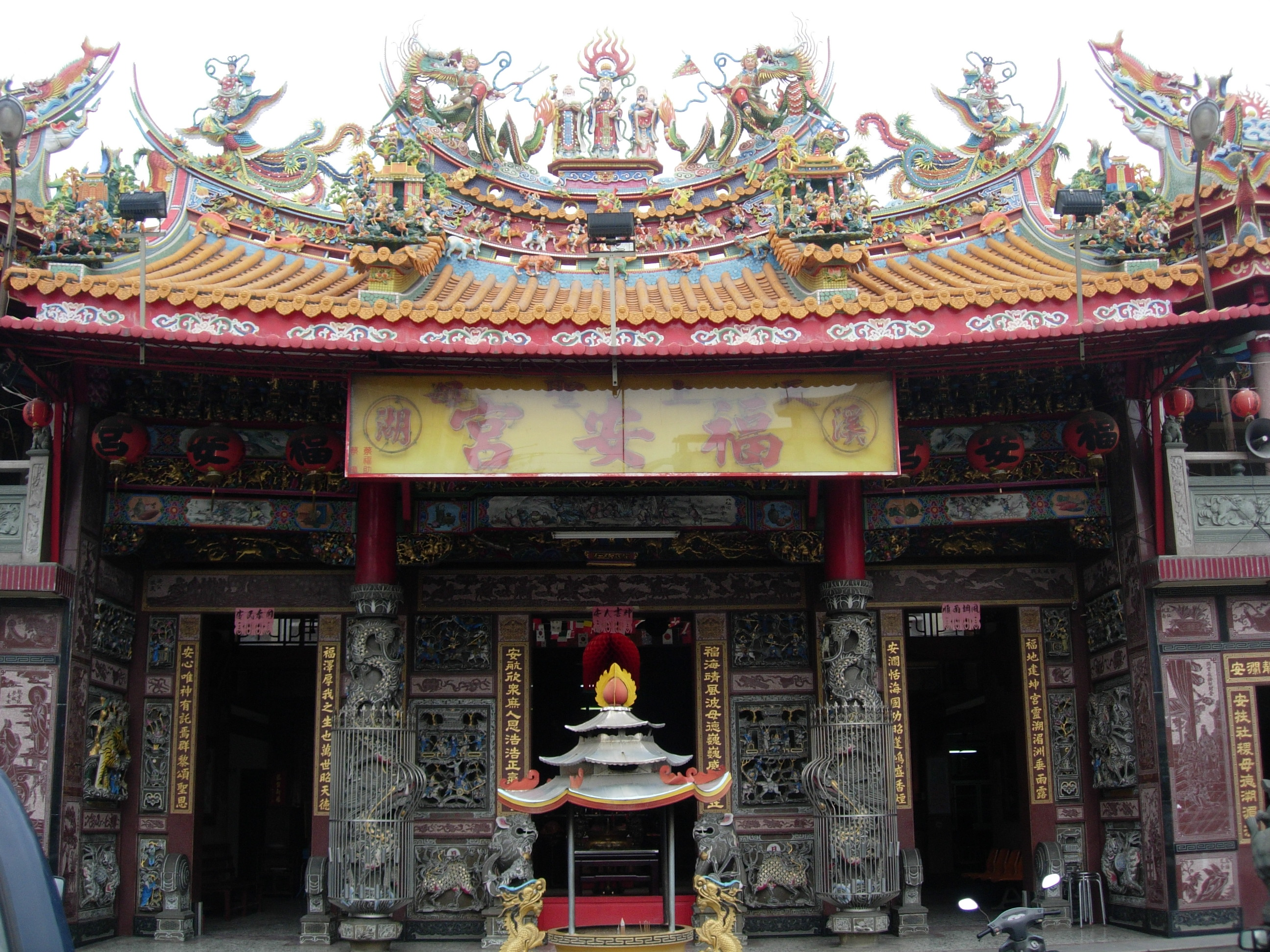
溪湖福安宮

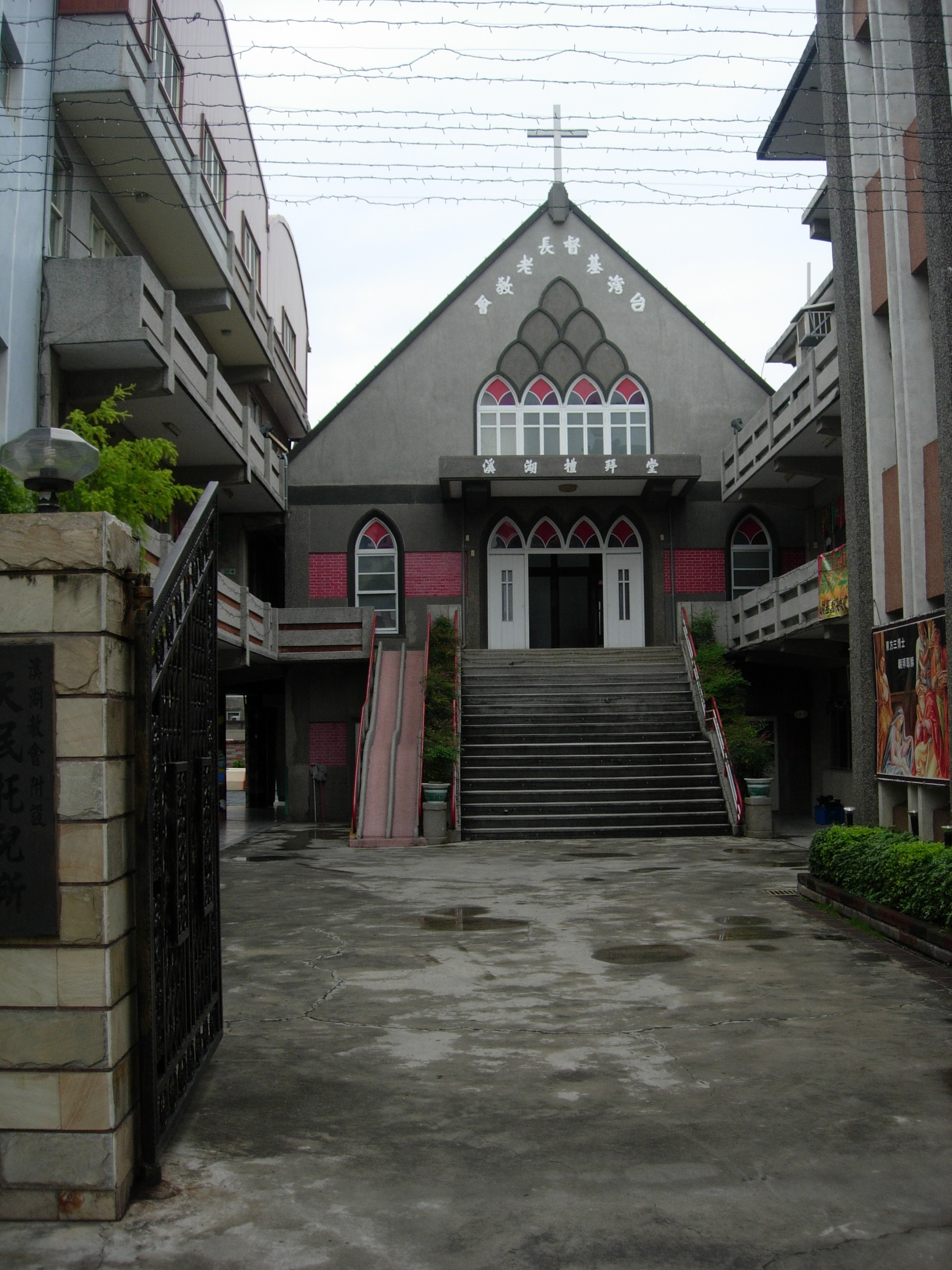
台灣基督長老教會溪湖教會

溪湖鎮主要的宗教信仰以台灣民間信仰、道教、佛教、基督教、天主教、回教等為主:670。其主要有王爺千歲、順正府公、趙府元帥、玄天上帝、天上聖母、雷神大帝、三官大帝、文武尊王、清水祖師、三山國王、張天師、普庵祖師、福德正神等13位神祇:681－687。溪湖鎮的民間信仰大致可分為兩大區塊，分為溪湖福安宮及後溪永安宮等兩座媽祖廟:675－678。溪湖鎮的民間教派分為儒宗神教、慈惠堂與一貫道等三個系統，儒宗神教在光平里福安宮後殿設有天德堂，慈惠堂則在太平里奉天宮增闢，位於汴頭里的誠化佛院為溪湖鎮唯一的一貫道道場:690、715－717。溪湖鎮的佛教信仰分為位於東寮里的鳳山禪寺、位於中山里的紹明寺、位於田中里的溪湖佛教蓮社等3所佛寺:689－690、717－718。溪湖鎮的基督教信仰分為台灣基督長老教會溪湖教會、真耶穌教會溪湖教會、溪湖召會、溪湖靈糧堂、基督教台灣信義會溪湖全人關懷中心等5個教會:690－691、719－722。耶穌基督後期聖徒教會溪湖支會為溪湖鎮唯一的摩門教教會:722－723。
- 溪湖霖肇宮：主祀三山國王，為潮州移民的信仰
- 溪湖震福宮：主祀雷公，是臺灣較為少見的祭祀對象
- 汴頭保安宮：主祀王爺（金府千歲、劉府千歲、包府千歲、朱府千歲）、大王公、太子爺、媽祖和土地公[24]
- 溪湖澤民宮：主祀蕭府千歲

### 歷史建築
- 永安宮：建廟於清道光4年 公元(1824)年，歲次甲申年。
- 溪湖福安宮：初建於今址南方，遷徙三次，於咸豐5年（1855）遷建於現址[25]。
- 溪湖糖廠：建於大正8年，原為大和製糖會社，次年與明治製糖株式會社合併，定名為溪湖製糖所。
- 溪湖糖廠鐵路

1. 溪湖支線：員林－溪湖，總長度9K+436+39，軌距1067mm及762mm並行與本路聯運，大正8年元月通車為台糖貨運專用，運送甘蔗及糖製品。民國49年元月開始辦理客運，停靠南員林、埔心、二重南、巫厝、溪湖。由於公路運輸逐漸普及，於民國62年7月停駛客運，民國85年10月復因高速公路拓寬工程而全線停駛至今。
2. 鹿港線：溪湖－鹿港，總長度12K+206+90，軌距762mm，大正8年元月通車為台糖貨運專用，運送甘蔗及糖製品。民國49年元月開始辦理客運，停靠頂寮、埔鹽、外中、新厝、鹿港，於民國62年7月停駛客運。

- 員林客運溪湖站交通車
- 溪湖果菜市場
- 溪湖公學校禮堂暨校門
- 鳳山禪寺
- 基督教長老教會溪湖教會
- 溪湖街屋
- 原溪湖街屋分局分局長官舍
- 溪湖新醫院
- 徐氏祠
- 胡振隆祠堂
- 溪湖霖肇宮（三山國王廟）

## 教育

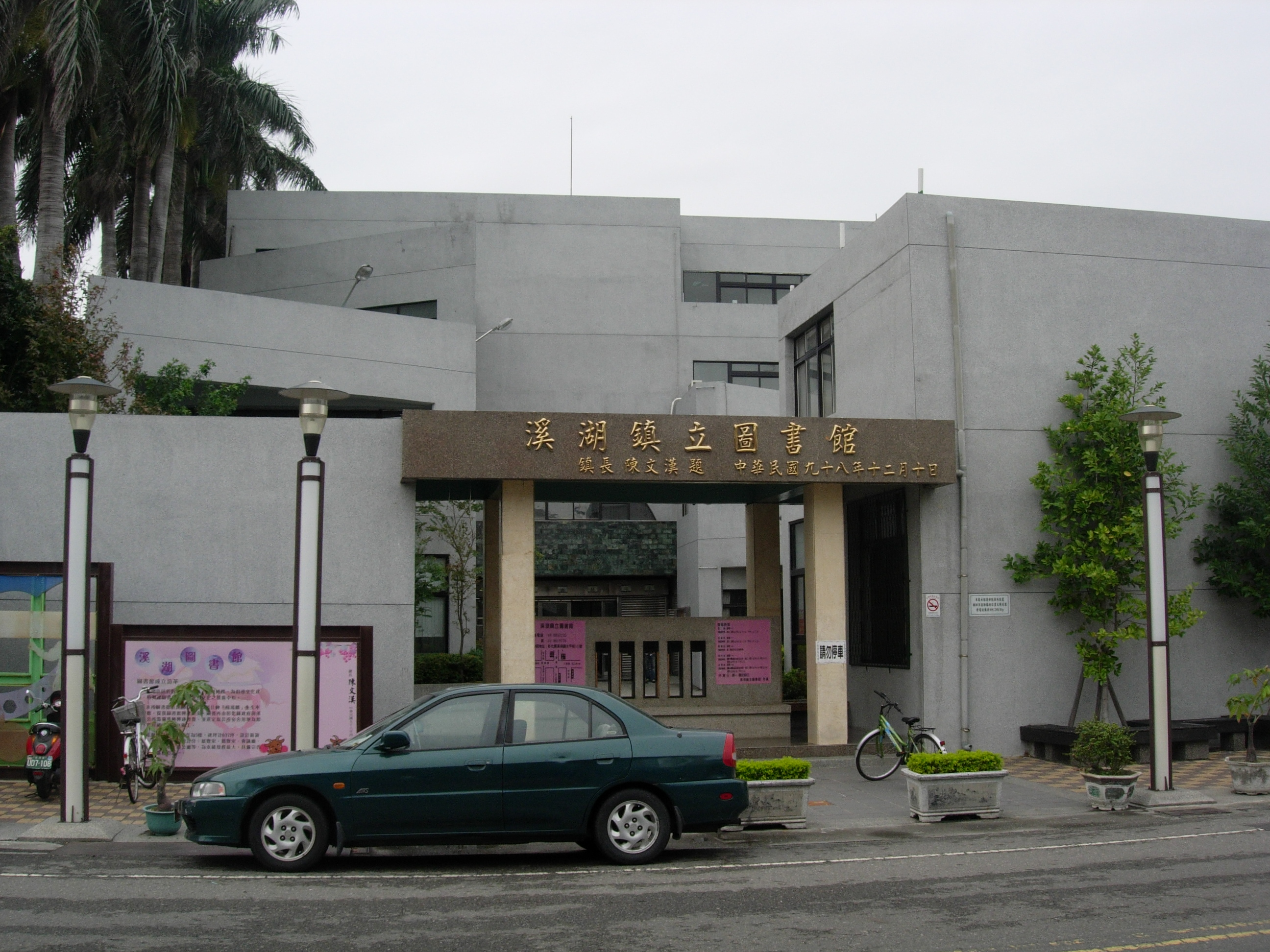
溪湖鎮立圖書館

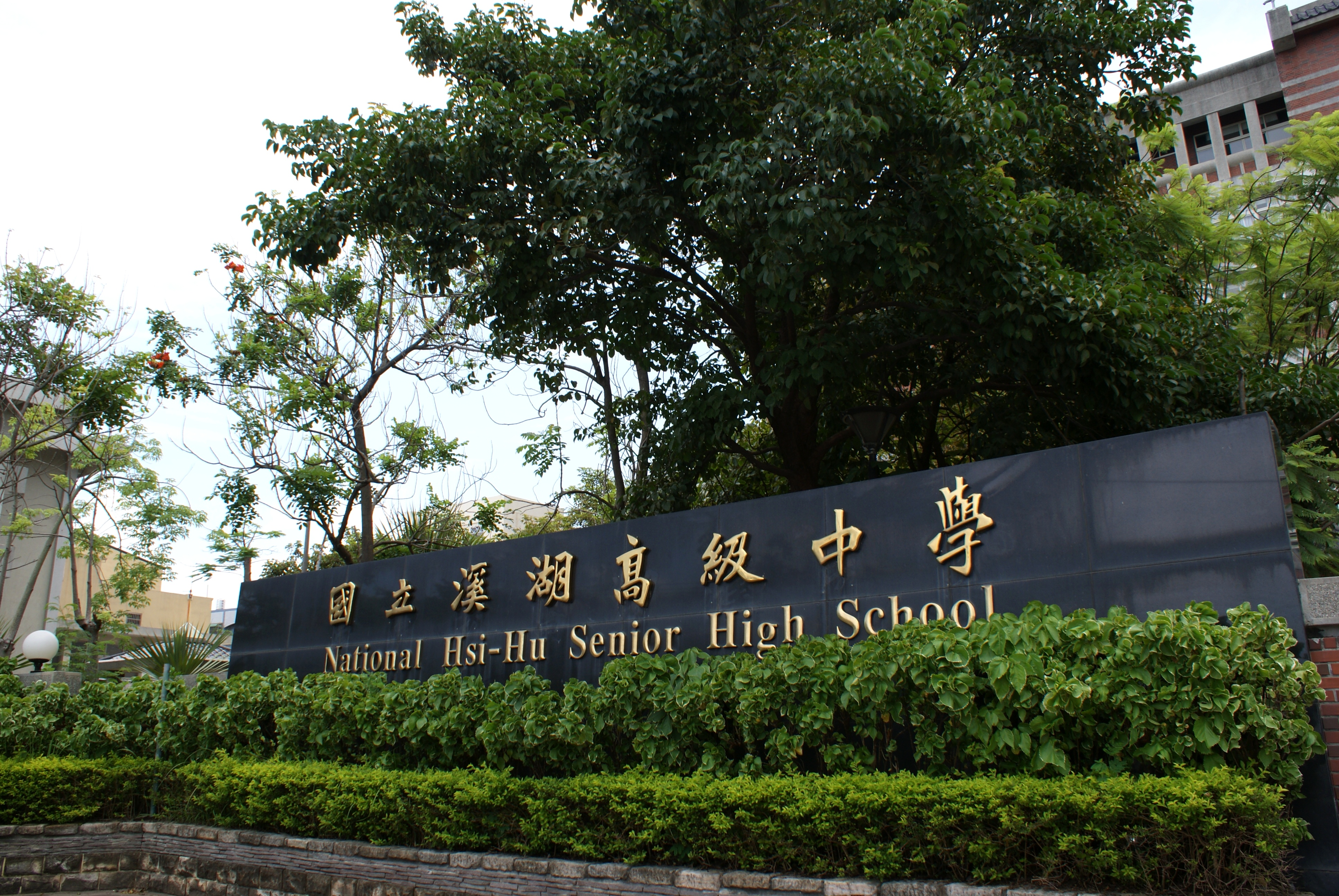
溪湖高中校牌

清領時期，臺灣的教育機構可分為官方的府儒學、縣儒學、書院，民間的社學、民學，以及官民皆有興辦的義學等，以參與科舉考試為主要設置目的。府儒學與縣儒學為地方最高學府與教育行政機構。書院為地方文化運動之中心，並補府縣儒學不足之處。社學、義學與民學則為啟蒙教育機構，其中社學有官辦、紳民自設或官紳合辦等，並分為漢人社學與土蕃社學兩類，隨後義學的興起致使社學變為文結社之所而告式微。義學是由官方或地方富紳捐資設立，以教育貧民子弟。民學或稱書房、私塾、書館，是民間最普遍的教育組織，可分為讀書人自行開設、鄉里居民合資延請老師授課及地方富豪鄉紳獨資延聘老師等三種:597。其中溪湖楊家的楊敦素公衍派族譜，收錄1836年10月《大振家聲鬮書》中有「起蓋大厝三座相連，延師教讀子侄」等文字，為富家聘請教師教授子弟的實例:598。
日本治臺後，總督府開始推動現代化教育，確立日本在臺灣實施初等教育制度。1896年5月，日本人在臺設立14處國語傳習所，作為轉往正式初等教育機構公學校的中間機構。至1898年7月起，改設公學校，並訂定修業年限為六年:599。日本人在溪湖鎮共設立兩所公學校及一所小學校，分別是1903年成立的溪湖公學校:604－615、633、1939年成立的溪湖公學校媽厝分教場:619－621、646、1921年4月1日成立的溪湖尋常小學校:615－619、640。1931年，總督府為推動日語普及，乃於4月28日在溪湖公學校內成立溪湖國語講習所:626。1941年3月31日，溪湖公學校媽厝分教場獨立為媽厝公學校:620；4月1日，總督府實施國民學校令，乃分別將溪湖公學校改制為中溪湖國民學校:614、633，媽厝公學校改制為媽厝國民學校:620，溪湖尋常小學校改制為溪湖國民學校:617、640。1943年4月1日，成立東溪湖國民學校:621、643。
1945年戰後，教育處以推行三民主義為教育宗旨，乃依行政措施調整學校制度、擴增學校數量、充實教育內容、編訂教材、加強社會教育、推行國語教育、培養優良師資、訓練教育行政人員、加強學術研究、改進教育視導等。1946年，將國民學校及其分教場一律改制為國民學校:631，其中溪湖國民學校則在4月5日改名溪湖第三國民學校:640。1947年2月1日，東溪湖國民學校改名湖東國民學校:644。1947年5月22日，溪湖第三國民學校改名大竹國民學校:640。1947年6月1日，中溪湖國民學校改名溪湖國民學校:633。1952年1月15日，大竹國民學校改名湖南國民學校:640。1956年10月，成立溪湖初級中學:656。1958年8月1日，成立溪湖國民學校湖西分校:634、649。1961年8月1日，溪湖國民學校湖西分校獨立為湖西國民學校:634、650。1968年，實施九年國民義務教育，將國民教育分為兩階段，前六年為國民小學，後三年為國民中學，國民學校、初級中學乃分別改制為國民小學、國民中學:632。1969年2月，成立溪湖國民小學東溪分校:646、652。1972年11月，溪湖國民小學東溪分校獨立為東溪國民小學:652。1998年7月1日，成立臺灣省立溪湖高級中學:659。1999年2月1日配合精省，臺灣省立溪湖高級中學改制為國立溪湖高級中學。2001年8月，成立成功國民中學:663。2005年3月2日，成立湖北國民小學:655。2010年8月，成功國民中學改制為成功高級中學:632、663、664。
目前溪湖鎮擁有高級中學2所，分別為國立溪湖高級中學以及彰化縣立成功高級中學等2校:659－664。其他公立教育機構計有彰化縣立溪湖國民中學等1所國民中學:656－658，彰化縣溪湖鎮溪湖國民小學、彰化縣溪湖鎮湖南國民小學、彰化縣溪湖鎮湖東國民小學、彰化縣溪湖鎮媽厝國民小學、彰化縣溪湖鎮湖西國民小學、彰化縣溪湖鎮東溪國民小學、彰化縣溪湖鎮湖北國民小學等7所國民小學:633－656。

## 交通
溪湖鎮南北向有中山高速公路與省道台19線（彰水路）、縣道135號（員鹿路）縱貫，東西向有縣道146號（大溪路）、縣道148號（二溪路、員鹿路）橫貫，交通相當便利，且為臺灣少數沒有中山、中正、復興、光復等四大常見路名的鄉鎮市區。

### 公路
- 國道一號（中山高速公路）
  - 員林交流道/溪湖交流道（211）：雖然命名員林，但是位置卻是在溪湖鎮內的巫厝，在地人仍稱溪湖交流道，也積極推廣溪湖交流道正名運動。
- 台19線
- 縣道146號：埔鹽鄉－溪湖鎮－埔心鄉－大村鄉
- 縣道148號：二林鎮－溪湖鎮－埔心鄉

### 大眾運輸
- 統聯客運
- 員林客運溪湖站

## 旅遊
- 沐卉庇護農場
- 溪湖糖廠：小火車、冰品
- 溪湖果菜市場
- 溪湖羊肉爐
- 溪湖葡萄園
- 軍機公園：溪湖鎮大同路
- 石鵝湖：溪湖鎮東溪里石鵝路
- 福德寺石鵝：也稱巫厝石鵝
- 巫厝社區
- 溪湖小型賽車訓練場
- 葡萄產業文化園區：溪湖鎮湳底路

## 外部連結
- 溪湖鎮公所 （页面存档备份，存于）
- 溪湖人俱樂部